# Майдабозай
Майдабозай (каз. Майдабозай) — село в Келесском районе Туркестанской области Казахстана. Входит в состав Жамбылского сельского округа. Код КАТО — 515453500.

## Население
В 1999 году население села составляло 275 человек (131 мужчина и 144 женщины). По данным переписи 2009 года, в селе проживало 317 человек (163 мужчины и 154 женщины).